# Acacia johannis
Acacia johannis é uma espécie de leguminosa do gênero Acacia, pertencente à família Fabaceae.